# Каджар, Хуршид
Хуршид Каджар, урождённая Нахичеванская (азерб. Xurşid Qacar, 1894, Нахичевань — 1963, Баку) — азербайджанская оперная певица.

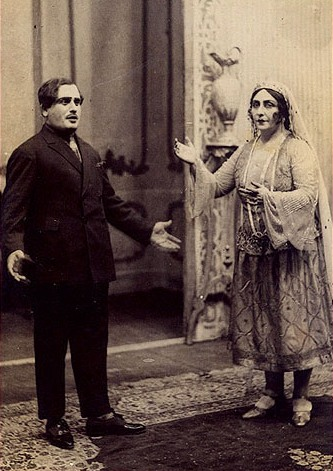
Хуршуд Каджар в роли Гюльчохры в Аршин мал алан в 1929 году.

## Биография
Хуршид родилась в 1894 году в Нахичевани в семье Рагим-хана Нахичеванского, старшего брата Гусейн Хана Нахичеванского и члена семьи Нахичеванских. Общее образование получила в Бакинском женском учебном заведения Св. Нины.
В 1915 году поступила в Московскую консерваторию став одной из первых азербайджанок, учащихся в Москве. Её преподавателями в консерватории были Умберто Мазетти, итальянский педагог по вокалу, и Сергей Обуков, русский оперный певец Большого театра. После получения образования некоторое время жила в Санкт-Петербурге.
В 1919—1934 годах работала в Азербайджанском государственном театре оперы и балета в Баку. В 1935 году была руководителем небольшого оперного курса при Оперном театре.
Хуршид Каджар была известна своими образами Гульзар (в опере «Шах Исмаил» Муслима Магомаева); Хуршудбану, Аси и Гульназ (соответственно в «Шах Аббас и Хуршуд Бану» (1912), «Аршин мал алан» (1913) и «Не та, так эта» (1910) — все Узеира Гаджибекова), и Микаэлы («Кармен» Жоржа Бизе).
Позже, начиная с 1935 года, она работала в музыкальных изданиях в Азернешре, одновременно создавая студию в Азербайджанском государственном театре оперы и балета и готовя со своими учениками «Демона» Антона Рубинштейна и «Царскую невесту» Римского-Корсакова для азербайджанской сцены.
В 30-х годах по заказу Узеира Гаджибекова она поручила тогда ещё молодым композиторам Тофику Кулиеву и Закиру Багирову записать ноты мугамных макамов «Раст», «Забул-Сегях» и «Дугях», а Мирза Мансур Мансуров их исполнял на таре.
Умерла летом 1963 года в Баку.

## Семья
Хуршид была замужем за Фейзуллой Мирзой Каджаром до 1920 года. Её вторым мужем был военный врач граф Николай Николаевич Худяков. У Хуршид был сын от первого брака — Шафи, названный в честь Шафи-Хана Каджара, от второго брака у неё были приёмные дети Надир Алиев-Худяков, Аделия Алиева-Худякова и Марина Худякова.